# World Literature Today
World Literature Today ist eine von der Universität von Oklahoma herausgegebene Zeitschrift, die alle zwei Monate erscheint. Sie wurde 1927 durch Roy Temple House unter dem Namen Books Abroad gegründet. Von 1949 bis 1959 war Ernst Erich Noth ihr Herausgeber, und auch die in den USA lebende Lyrikerin Emma Kann zählte bis 1969 zu den Mitarbeiterinnen.
Im Januar 1977 wurde die Zeitschrift in World Literature Today umbenannt. In ihr erscheinen Poesie, Prosa, Kommentare und Rezensionen ohne geographische Beschränkung. World Literature Today finanziert auch den biennalen Neustadt International Prize for Literature und die jährlichen Puterbaugh Conferences on World Literature.